# Медаль Святой Елены

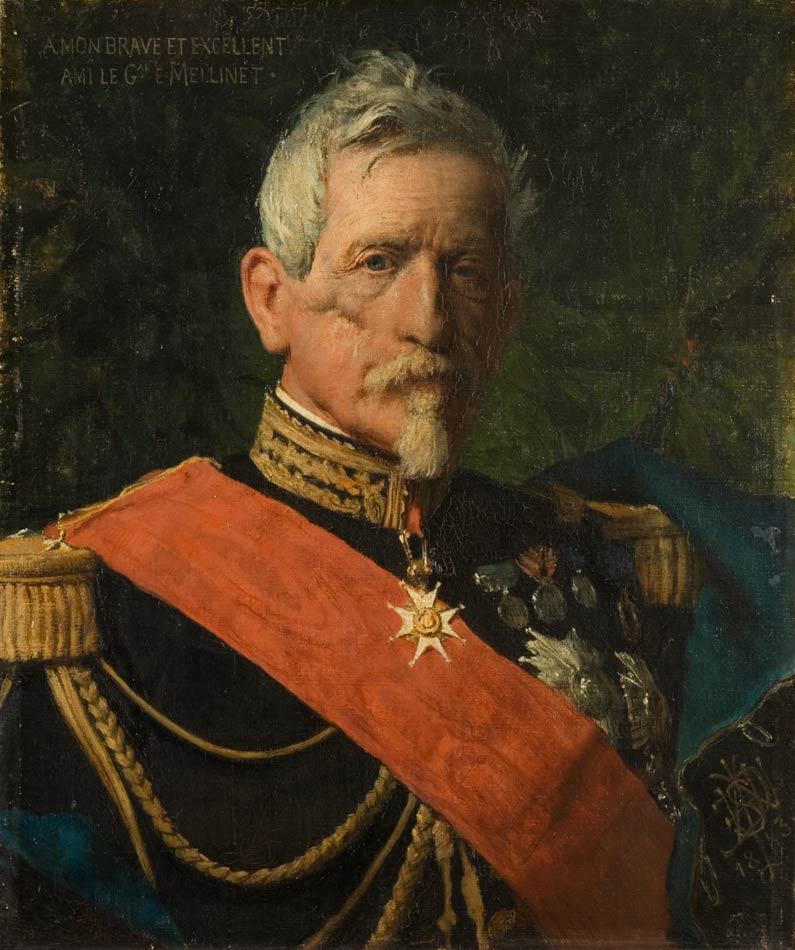
Генерал Эмиль Меллине, награжденный медалью Святой Елены

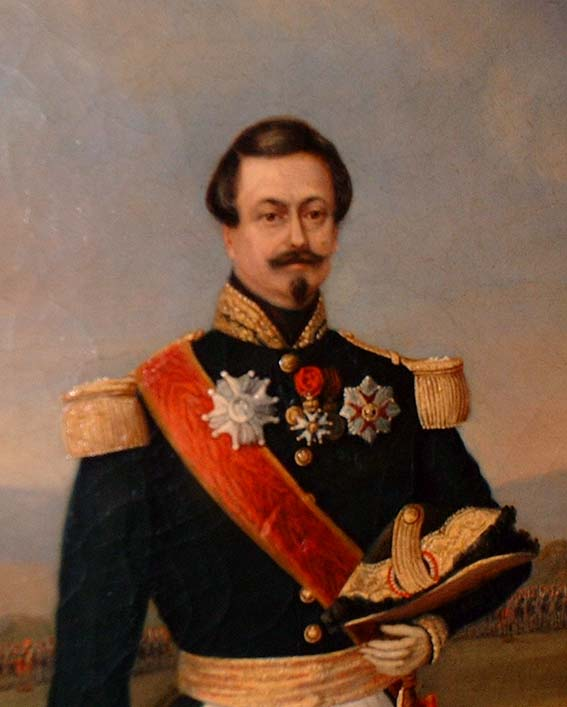
Генерал Эмиль Перродон, обладатель медали Святой Елены

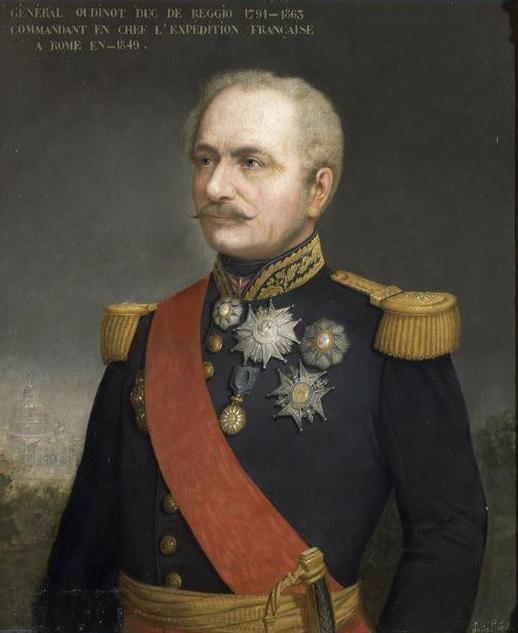
Генерал Удино, Шарль, награжденный медалью Святой Елены

Медаль Святой Елены (фр. médaille de Sainte-Hélène) — первая французская памятная медаль. Учреждена в 1857 году указом императора Наполеона III для награждения участников походов Наполеона I.
Император Наполеон I, создатель ордена Почётного легиона и других орденов, никогда не учреждал памятных медалей для своих солдат. Со временем многие ветераны этих кампаний, прозванные «debris de la Grande Armée» («остатки Великой армии»), начали организовывать различные ассоциации ветеранов. Популяризируя свои военные воспоминания и истории о Наполеоне в массовой культуре, они также выпустили множество неофициальных памятных медалей.
Только спустя сорок два года после последних сражений и изгнания императора на остров Святой Елены служба этих ветеранов была официально признана: императорским указом Наполеона III объявил о создании 12 августа 1857 года медали Святой Елены. По данным Фонда Наполеона, в 1850-х годах было известно о 450 000 живых ветеранах Наполеоновских войн.

## Статут награды
Медалью Святой Елены награждались все французские и иностранные солдаты сухопутных армий или военно-морского флота, служившие республике или империи в период с 1792 по 1815 год включительно.
Медаль присуждалась без условий минимального срока службы или участия в той или иной военной кампании; однако необходимо было подтвердить право на медаль послужным списком или иным документом.
Более поздний указ от 16 апреля 1864 года добавил медаль Святой Елены к списку наград, которые могли быть аннулированы после осуждения к тюремного заключения на один или более год за преступление, совершенное получателем.
Медаль Святой Елены сопровождалась наградным удостоверением Великой канцелярии ордена Почетного легиона и поставлялась в белой картонной коробке с замысловатым орнаментом на крышке в виде рельефного имперского орла над надписью в семь строк «AUX COMPAGNONS DE GLOIRE DE NAPOLÉON I DÉCRET IMPÉRIAL DU 12 AOÛT 1857» («Компаньонам славы Наполеона I, императорский декрет от 12 августа 1857»).

## Описание награды
Медаль Святой Елены неправильной формы, диаметром 2 см, отчеканена из бронзы. Окружена лавровым венком шириной 50 мм, перевязанный бантом внизу. Поверх медали изображена императорская корона шириной 2 см. На аверсе медальона расположено рельефное изображение повёрнутого вправо профиля императора Наполеона I, окружённое рельефной надписью «NAPOLÉON I EMPEREUR» («Император Наполеон I»). Прямо под изображением императора – маленький якорь, личный знак создателя награды Дезире-Альбера Барре.
Реверс идентичен, за исключением медальона с рельефной круговой надписью в узкой 20-миллиметровой полосе «CAMPAGNES DE 1792 A 1815» («Кампании с 1792 по 1815»). В центре рельефная надпись в девять строк «A» «SES» «COMPAGNONS» «DE GLOIRE» «SA DERNIÈRE» «PENSÉE» «STE HÉLÈNE» «5 MAI» «1821» («Его компаньону по славе до последнего дня на острове Святой Елены 5 мая 1821 года».
Медаль подвешивалась на зелёной шёлковой муаровой ленте шириной 38 мм с пятью красными вертикальными полосами шириной 1,8 мм, расположенными на расстоянии 4,5 мм друг от друга, и красными полосами по краям шириной 1 мм. Лента проходит через подвесное кольцо, проходящее через боковое отверстие в кольце императорской короны на вершине медали.

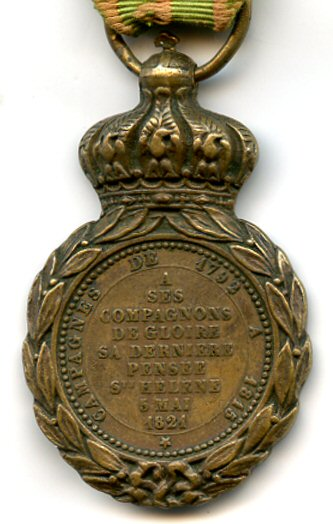
Реверс медали Святой Елены
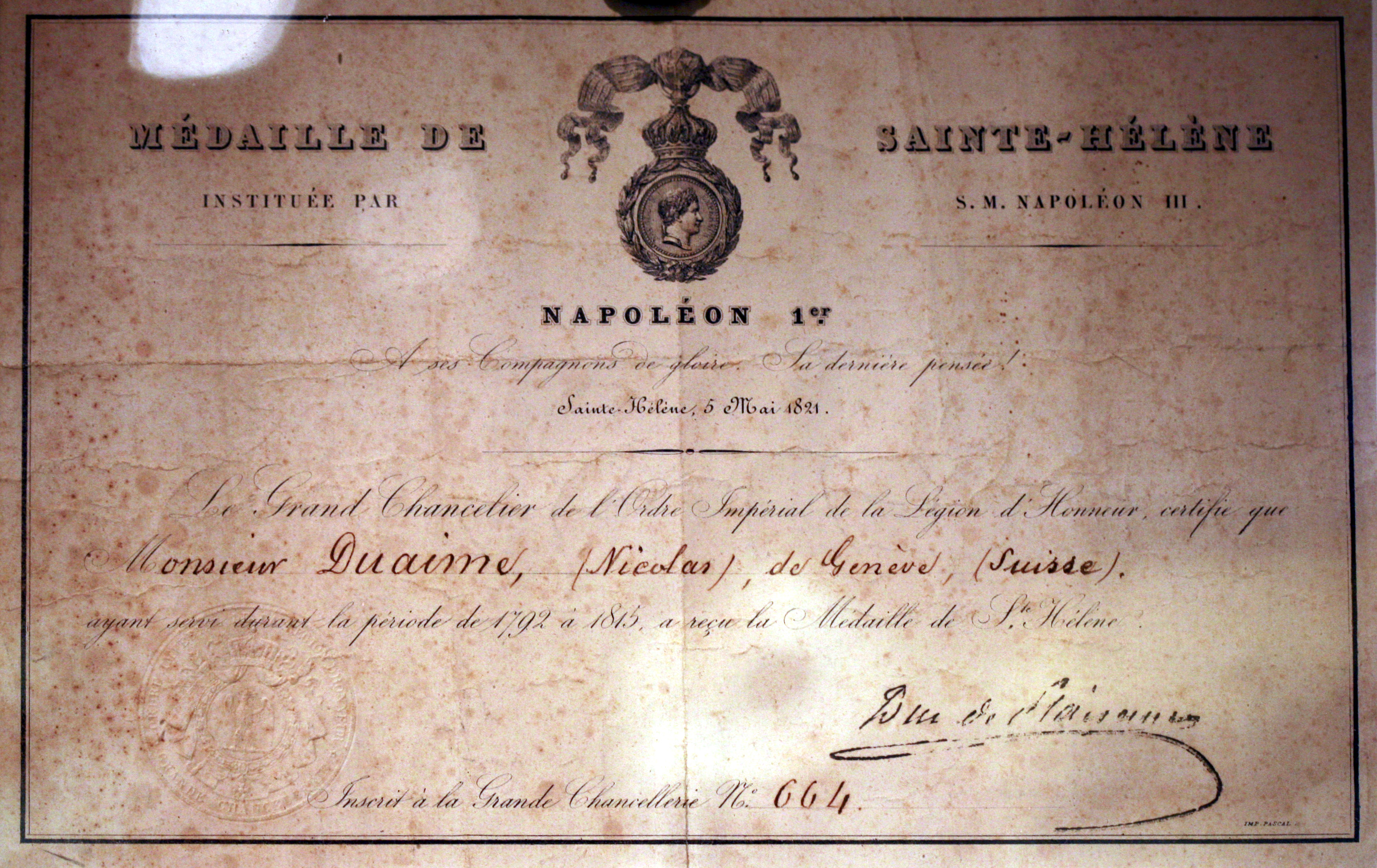
Наградной сертификат
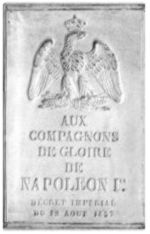
Крышка подарочной коробки
Эмблема Имперской Великой Армии